# Schwarzwasseraquarium

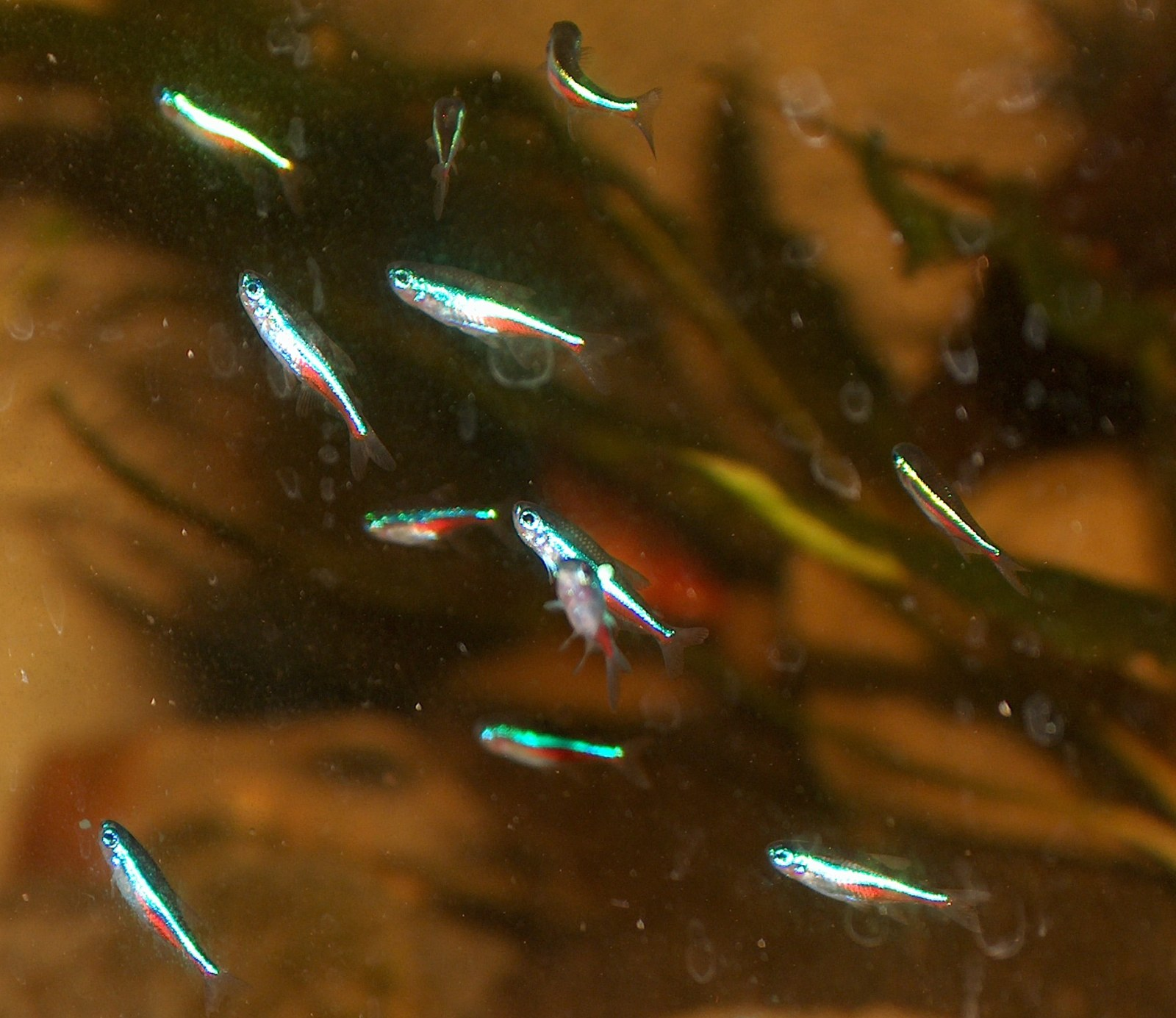
Blaue Neons

Ein Schwarzwasseraquarium ist ein spezifisches Süßwasseraquarium, in dem die Lebensbedingungen von tropischen Gewässern, die häufig sehr salzarmes und weiches Wasser enthalten, nachgeahmt werden. Die Bezeichnung Schwarzwasseraquarium leitet sich daher ab, dass das Wasser aufgrund der Filterung über Torf und der daher im Wasser zu findenden Gerbstoffe bräunlich eingefärbt ist. In einem solchen Becken werden Fische und Wirbellose gepflegt, die diese Bedingungen für ihr Wohlbefinden benötigen. Im Gegensatz zum Amazonasbecken kann das ursprüngliche Verbreitungsgebiet der im Becken gepflegten Lebewesen jedoch sowohl in Südamerika wie auch in Asien liegen.
Zu den in einem solchen Aquarium gepflegten Fischarten gehören beispielsweise der Rote Neon, der Blaue Neon und der Glühlichtsalmler aus Südamerika oder Schokoladenguramis aus Südostasien.